# فيروس هيندرا
فيروس هيندرا (بالإنجليزية: Hendra virus)‏ واسمه العلمي: هيندرا هنيبافيروس (الاسم العلمي: Hendra henipavirus)؛ هو فيروس مُعدٍ حيواني المنشأ، ينتقل عن طريق الخفافيش، خاصة خفافيش الفاكهة، وهو مرض بمعدل وفيات عالٍ يصيب البشر والخيول، وتسبب في تفشي العديد من الأمراض بين الخيول في أستراليا. ينتمي فيروس هيندرا إلى جانب فيروس نيباه إلى جنس هينيبا، ويُشكل اسم الجنس اختصارًا لاسم الفيروسين.